# تصوير طبقي مبرمج مكروي

التصوير الطبقي المبرمج المكروي هي تقنية بشكل مشابه تصوير مقطعي محوسب تستخدم أشعة إكس لإنشاء مقاطع عرضية في جسم ثلاثي الأبعاد والتي تستخدم فيما بعد في الكثير من الأحيان من أجل إنشاء نموذج للجسم دون الحاجة لتحطيم الجسم الأصلي، وتشير كلمة «مكروي» إلى قياس البكسل حيث يكون من مرتبة الميكرومتر. تعرف هذه التقنية أحيانا باسم التصوير الطبقي المبرمج الصناعي لكثرة تطبيقاتها الصناعية.

## مزايا
تكون الأجهزة المستخدمة في هذه النوعية من التصوير ذات حجم أصغر بكثير من تلك المستخدمة في تصوير الإنسان وذلك لاستخدامها في تصوير أجسام ذات أحجام أصغر من الجسم البشري. وبشكل عام، هناك نمطين رئيسيين لهذه الأجهزة من حيث التصميم في الأول يكون مصدر أشعة إكس والمستشعرات ثابتة دون حراك أثناء التصوير بينما تدور العينة أو الجسم الخاضع للتصوير. في النوع الثاني والمشابه لأجهزة التصوير الطبقي المبرمج الطبي تكون العنية موضوع التصوير ثابتة أو ذات حركة خطية بطئية في المستوي المحوري التي يدور فيها منبع أشعة إكس المستشعرات. يستخدم هذا النوع من التصوير في تصوير الحيوانات الصغيرة، والعينات الطبية، وتصوير الأغذية، والمصنوعات الصغيرة، والآثار والمستاحثات وغيرها من الأجسام صغيرة الحجم والتي يطلب الحصول على صور ذات تفاصيل عالية لها.

## تاريخ
بني أول نظام للتصوير الطبقي المبرمج بأشعة إكس من قبل جيم إيليوت في أوائل الثمانيات من القرن العشرين. وكانت أوائل الصور بالتصوير الطبقي المبرمج المكروي مأخوذة لشرائح في حلزون استوائي بقياس للبكسل يقدر بحوالي 50 ميكرومتر. إلا أن هذه التقنية تطورت بشكل ملحوظ بعد وضع خوازمية بناء الصور لحزمة الأشعة الإسطوانية الحلزونية.

## مبدأ العمل
- نظام التصوير: هناك نظامين للتصوير
  - نظام حزمة المروحة: يعتمد نظام التصوير على مبدأ بناء الصورة لحزمة المروحة بحيث يكون هناك منبع واحد لأشعة إكس يطلق حزمة أشعة على شكل قطاع دائري يستقبلها مستشعرات موضعة بشكل مصفوفة خطية وبدوران الجسم ينتج صورة ثنائية الأبعاد مقطعية للجسم.
  - نظام حزمة المخروط: في هذا النظام تكون مستشعرات أشعة إكس على شكل مصفوفة ثنائية الأبعاد بشكل مشابه لمستشعر الكاميرا الرقمية بالإضافة إلى مصدر لأشعة إكس.
- أنظمة مفتوحة أو مغلقة:
  - نظام مفتوح: في النظام المفتوح يحدث تسرب لأشعة إكس من النظام وهذا يتطلب من المشغل البقاء خلف حاجز واقي أو خارج الغرفة أو ارتداء لباس واقي خاص أثناء عملية إطلاق أشعة إكس. من أكثر الأمثلة انتشارا لهذا النوع هي أجهزة التصوير الطبي البشري أو المصممة لتصوير أجسام كبيرة الحجم.
  - نظام مغلق: في الأنظمة المغلقة يكون هناك صندوق واقي يحيط بجهاز التصوير الشعاعي بحيث يمنع تسرب الأشعة للخارج ويكون حجم الجهاز في هذه الحالة صغيرا بحيث يكون بالإمكان وضعه على طاولة بجانب المشغل. وعلى الرغم من وجود حاجز محيط إلا أنه يطلب من المشغل أخذ الحيطة وعدم الوجود لفترات طويلة بجانب الجهاز إن لم تدع الحاجة وعمل فحوص دورية لكمية الامتصاص الشعاعي وذلك لوجود خاصية للأشعة بحيث تميل لتمتص من قبل المعادن ويعاد بثها فيما بعد. وعلى الرغم من أن أجهزة التصوير العادية تطلق كميات ضئيلة جدا من الأشعة إلا أن الاستخدام المتكرر ولفترات طويلة قد يؤدي لوجود خطر التعرض للإشعاعات. تكون الأنظمة المغلقة عادة ذات أوزان كبيرة جدا نظرا لاستخدام مادة الرصاص في الغطاء الواقي لصد تسرب أشعة إكس.

## تركيب الصورة ثلاثية الأبعاد

### المبدأ
بسبب أن أجهزة التصوير الطبقي المبرمج المكروي تقدم صور ذات دقة متساوية أو قريبة جدا من التساوي في أجزاء الصورة فإنه ليس هناك حاجة لقصر عرض الصور على الطريقة التقليدية لعرض شرائح ثنائية الأبعاد، بل يكون بالإمكان استخدام برامج لبناء صور ثلاثية الأبعاد عن طريق وضع الصور فوق بعضها البعض للشرائح ثنائية الأبعاد، بحيث يكون بالإمكان بعد ذلك عرض صور ثلاثية الأبعاد بأشكال مختلفة للجسم المصور.

### الإظهار الحجمي
إن الإظهار الحجمي هي تقنية تستخدم لعرض إسقاط ثنائي الأبعاد لمجموعة بيانات مقطعة ثلاثية الأبعاد والتي حصل عليها من أجهزة التصوير الطبقي المبرمج المكروي. يتم عادة الحصول على تلك الصور بشكل منتظم (مثلا: شريحة مقطع كل 1 مم) وتكون عادة ذات عدد منتظم للبكسل في كل صورة، بحيث عند ترتيب الصور فوق بعضها يتم الحصول على شبكة حجمية منتظمة بحيث يكون كل عنصر حجمي أو ما يسمي باسم «فوكسل» ممثلا بقيمة وحيدة تمثل قيمة لونية لذلك العنصر يتناسب مع كثافة المادة المصورة في الجسم.

### تقسيم الصورة
على اعتبار أن أجسام ومواد مختلفة لها كثافات مختلفة وبالتالي شدة لونية مختلفة في الصورة يكون من الممكن في بعض الحالات استخدام تلك القيمة اللونية من أجل فصل الأجسام في الصور الحجمية، إلا أنه في الكثير من الحالات خاصة في تلك التي يكون فيها الجسم مكونا من عدة مواد ذات كثافات متقاربة يكون من الصعب تقسيم الصورة إلا عن طريق استخدام تقنيات وخوارزميات متقدمة أو عن طريق التقسيم اليدوي للصورة.

## الاستخدامات الشائعة
- التطبيقات الطبية الحيوية:
  - صور الحيوانات الصغيرة سواء في الدراسات الحيوية أو المخبرية
  - عينات العظام مختلفة الأحجام
  - تصوير الرئة
  - تصوير للقلب والأوعية
  - تصوير الأورام (قد يتطلب أحيانا استخدام مادة تباين لوني)
  - تصوير الأنسجة الطرية (قد يتطلب أحيانا استخدام مادة تباين لوني)
- الأجهزة الإلكترونية: يتم تصوير وفحص القطع الإلكترونية الصغيرة
- الأجهزة الدقيقة
- المواد المركبة مثل اللدائن المدعمة بالألياف، والمعادن الرغوية
- منتجات اللدائن والبلاستيك
- الألماس: فحص وجود عيوب في الألماس والبحث عن أفضل طريقة في قصه.
- الأطعمة والحبوب
- الخشب والورق: تصوير الخشب لمعرفة معلومات عن فترات السنوات العمرية وهيكلية الخلايا
- مواد البناء: الصدوع والتشققات في الإسمنت عند تحميله
- جيولوجيا: الحجر الرملي، دراسة الفجوات والتدفق
- المستحاثات
- الفضاء: البحث عن الغبار الفضائي في الأجرام السماوية